# Brimful of Asha
Brimful of Asha is een nummer van de Britse alternatieve rockband Cornershop. Het is de eerste single van hun derde studioalbum When I Was Born for the 7th Time uit 1997. Op 18 augustus dat jaar werd het oorspronkelijke nummer op single uitgebracht.
In februari 1998 bracht de Britse dj Norman Cook (beter bekend als Fatboy Slim) een big beatremix van het nummer uit onder de naam "Norman Cook remix". deze is terug te vinden op Cornershops verzamelalbum The Greatest Hits – Why Try Harder.

## Achtergrond
De single is gebaseerd op de Indiase filmindustrie. De titel verwijst naar de Indiase filmster Asha Bhosle. De originele versie van het nummer uit augustus 1997 werd nergens een hit. De Norman Cook-remix van februari 1998 werd daarentegen wél een hit in diverse Europese landen. 
In thuisland het Verenigd Koninkrijk werd de nummer 1-positie behaald in de UK Singles Chart. In Ierland werd de 3e positie bereikt, in IJsland de 5e, Australië en de VS de 35e, Nieuw-Zeeland de 26e, Hongarije de 8e, Duitsland de 84e en in de Eurochart Hot 100 de 12e positie. 
In Nederland werd de single veel gedraaid op de landelijke radiozenders en werd een radiohit. Desondanks werd de Nederlandse Top 40 op Radio 538 niet bereikt en bleef de single steken op de 21e positie in de Tipparade. Wél werd de 83e positie in de publieke hitlijst bereikt; destijds de Mega Top 100 op Radio 3FM en stond zeven weken in de lijst genoteerd.
In België bleef de single steken op een 5e positie in de "Ultratip" van de Vlaamse Ultratop 50. In zowel de Vlaamse Radio 2 Top 30 als de Waalse Ultratop 50 werd géén notering behaald. 
Diverse muziektijdschriften waren lovend over de remix van Norman Cook. In 2011 plaatste tijdschrift NME de remix op de 105e plek in hun lijst "150 Best Tracks of the Past 15 Years", en op de 2e plek in hun lijst van de 50 beste remixen ooit. De Franse kindertelevisiezender Gulli gebruikt de single als tune wanneer een aflevering van een tv-programma wordt aangekondigd.